# Apicia subcineraria
Apicia subcineraria är en fjärilsart som beskrevs av Grossbeck 1908. Apicia subcineraria ingår i släktet Apicia och familjen mätare. Inga underarter finns listade i Catalogue of Life.